# Kang Ki-young
Kang Ki-young (hangul: 강기영; nascido em 14 de outubro de 1983) é um ator sul-coreano. Ele destacou-se como ator através de seus papéis coadjuvantes na televisão, em diversos dramas coreanos populares.

## Filmografia

### Filmes
| Ano  | Título                 | Papel                            | Ref.  |
| ---- | ---------------------- | -------------------------------- | ----- |
| 2017 | Daddy You, Daughter Me | Joo Jang-won                     | [ 1 ] |
| 2017 | The Mayor              | Técnico de reparação de telefone |       |
| 2018 | The Puzzle             | Choi Yong-goo                    |       |
| 2018 | On Your Wedding Day    | Ok Geun-nam                      |       |
| 2019 | EXIT                   |                                  |       |

### Televisão
| Ano  | Título                                     | Papel                               | Emissora    | Ref.  |
| ---- | ------------------------------------------ | ----------------------------------- | ----------- | ----- |
| 2014 | High School King of Savvy                  | Jo Duk-hwan                         | tvN         |       |
| 2014 | The Three Musketeers                       | Ba-rang                             | tvN         |       |
| 2014 | Reset                                      | Section chief                       | OCN         |       |
| 2014 | Love Frequency 37.2                        |                                     | MBC Every 1 |       |
| 2015 | Shine or Go Crazy                          | Wang Poong                          | MBC         |       |
| 2015 | Oh My Ghostess                             | Heo Min-soo                         | tvN         |       |
| 2015 | Six Flying Dragons                         | manobrista de Lee Bang-won          | SBS         |       |
| 2016 | Puck!                                      | Jogador da equipe de hóquei no gelo | SBS         |       |
| 2016 | Please Come Back, Mister                   | Jegal Gil                           | SBS         |       |
| 2016 | Hey Ghost, Let's Fight                     | Choi Chun-sang                      | tvN         | [ 2 ] |
| 2016 | W                                          | Kang Suk-bum                        | MBC         | [ 3 ] |
| 2016 | Weightlifting Fairy Kim Bok-joo            | Kim Dae-ho                          | MBC         | [ 4 ] |
| 2017 | Three Color Fantasy – Romance Full of Life | Jo Ji-sub                           | MBC         |       |
| 2017 | Three Color Fantasy – Queen of the Ring    | Gerente do fashion show (ep.5)      | MBC         |       |
| 2017 | Tunnel                                     | Song Min-ha                         | OCN         |       |
| 2017 | Queen for Seven Days                       | Jo Kwang-oh                         | KBS2        |       |
| 2017 | While You Were Sleeping                    | Kang Dae-hee (ep.9-13)              | SBS         |       |
| 2017 | I'm Not a Robot                            | Hwang Yoo-chul                      | MBC         | [ 5 ] |
| 2018 | What's Wrong with Secretary Kim            | Park Yoo-sik                        | tvN         | [ 6 ] |
| 2018 | Familiar Wife                              | Park Yoo-sik (ep 13)                | tvN         | [ 7 ] |
| 2018 | My Secret Terrius                          | Kim Sang-ryeol                      | MBC         | [ 8 ] |
| 2019 | At Eighteen                                | Oh Han-kyeol                        | JTBC        | [ 9 ] |